# Boarmia polysticta
Boarmia polysticta là một loài bướm đêm trong họ Geometridae.